# Girls’ Generation Arena Tour 2011
Die Arena Tour 2011 ist die erste Japan-Tournee der südkoreanischen Pop-Gruppe Girls’ Generation. Sie begann am 31. Mai 2011 in Osaka und endete am 18. Juli 2011 in Fukuoka.

## Überblick
Am 7. März 2011 wurde der Beginn der Japan-Tournee von Girls’ Generation für den 18. Mai angekündigt in den vier Städten Tokio, Nagoya, Osaka und Fukuoka. Allerdings wurde der Tourneebeginn aufgrund des Tōhoku-Erdbebens auf den 31. Mai verschoben. Aufgrund der hohen Nachfrage nach Tickets von über 300.000 Personen wurden vier weitere Konzerte zum Tourneeplan hinzugefügt.
Einen Tag nach Tourneebeginn, am 1. Juni, erschien ihr erstes japanisches Album, Girls’ Generation, dass auf der Tournee vorgestellt wurde.
Verschiedene japanische Fernsehsender berichteten ausführlich über die Tournee. Insbesondere Mezamashi TV lieferte detaillierte Reportagen über den Tournee-Start. NHK zeigte am 9. Juni eine Sondersendung über Girls’ Generation mit einigen Konzertausschnitten.
Insgesamt hatte die Tournee 140.000 Besucher. Laut der Webseite metroseoul.co.kr erspielte die Gruppe durch die Tournee einen Umsatz von mindestens 200 Milliarden Won (umgerechnet 132.033.570 €, Stand: 22. Juli 2011).

## Setlist
1. Genie
2. you-aholic
3. Mr. Taxi
4. I’m In Love With The HERO
5. Let It Rain
6. Snowy Wish (japanische Version)
7. Etude
8. Kissing You
9. Oh! (House-Version)
10. Almost (Jessica)
11. Lady Marmalade (Taeyeon & Tiffany)
12. 3 (Sunny)
13. Don’t Stop the Music (Hyoyeon)
14. The Great Escape
15. Bad Girl
16. Run Devil Run
17. Beautiful Stranger
18. Hoot
19. If (Yuri)
20. 4 Minutes (Yoona)
21. Stuff Like That There (Seohyun)
22. Sway (Sooyoung)
23. Danny Boy
24. Complete
25. My Child
26. 앵콜첫곡 (Naengmyun)
27. 하하하송 (HaHaHaSong)
28. Gee
29. Born To Be a Lady
30. Into the New World
31. 힘내! (Way To Go)
32. Fantastic (japanische Version)

## Tourdaten
| Datum         | Stadt     | Arena                    |
| ------------- | --------- | ------------------------ |
| 31. Mai 2011  | Osaka     | Ōsaka-jō Hall            |
| 1. Juni 2011  | Osaka     | Ōsaka-jō Hall            |
| 4. Juni 2011  | Saitama   | Saitama Super Arena      |
| 5. Juni 2011  | Saitama   | Saitama Super Arena      |
| 17. Juni 2011 | Tokio     | Kokuritsu Yoyogi Kyōgijō |
| 18. Juni 2011 | Tokio     | Kokuritsu Yoyogi Kyōgijō |
| 28. Juni 2011 | Tokio     | Kokuritsu Yoyogi Kyōgijō |
| 29. Juni 2011 | Tokio     | Kokuritsu Yoyogi Kyōgijō |
| 2. Juli 2011  | Hiroshima | Hiroshima Green Arena    |
| 3. Juli 2011  | Hiroshima | Hiroshima Green Arena    |
| 6. Juli 2011  | Nagoya    | Nippon Gaishi Hall       |
| 7. Juli 2011  | Nagoya    | Nippon Gaishi Hall       |
| 17. Juli 2011 | Fukuoka   | Marine Messe             |
| 18. Juli 2011 | Fukuoka   | Marine Messe             |